# Airbag (gruppo musicale norvegese)
Gli Airbag sono gruppo musicale rock progressivo norvegese formatosi nel 2004 a Oslo.

## Formazione

### Attuale
- Asle Tostrup – voce, chitarra (2004-presente)
- Bjørn Riis – chitarra (2004-presente)
- Henrik Fossum – batteria (2011-presente)

### Ex componenti
- Anders Hovdan – basso (2004-2016)
- Joachim Slikker – batteria (2004-2011)
- Jørgen Hagen – tastiere (2004-2016)

## Discografia

### Album in studio
- 2009 – Identity
- 2011 – All Rights Removed
- 2013 – The Greatest Show on Earth
- 2016 – Disconnected
- 2020 – A Day at the Beach
- 2024 – The Century of the Self

### Album dal vivo
- 2020 – A Day in the Studio/Unplugged in Oslo